# Antalya (district)
Antalya is een Turks district in de provincie Antalya en telt 913.568 inwoners (2007). Het district heeft een oppervlakte van 2020,2 km². Hoofdplaats is Antalya.
De bevolkingsontwikkeling van het district is weergegeven in onderstaande tabel.
| 1997    | 2000    | 2007    |
| ------- | ------- | ------- |
| 601.674 | 714.129 | 913.568 |